# Särö kyrka
Särö kyrka är en kyrkobyggnad på Särö i Kungsbacka kommun. Den ägs och förvaltas av Särö kyrkostiftelse och följer Svenska kyrkans ordning.

## Kyrkobyggnaden
Kyrkan uppfördes av en lokal byggmästare för medel som samlats in av kyrkostiftelsen på en tomt som skänktes av Säröbolaget. För ritningarna svarade Allan Berglund. Byggnaden stod klar vid en högtidlighet den 19 november 1921 och invigdes den 30 juli 1922. Den är också känd som Kung Gustaf V:s sommarkyrka då han vistades på Särö sommartid och också var med vid invigningen. Kyrkan är sedan 2005 byggnadsminne.
Träkyrkan är uppförd i 1920-talsklassicism och har en nationalromantisk interiör. Kyrkorummet utgörs av ett enda skepp med välvt brädtak. 

## Inventarier
- Dekormålning och altartavla har utförts av göteborgskonstnären Brocke Blückert.
- Kyrkans arkitekt ritade de fyra stora ljuskronorna.
- Gustav V har broderat och skänkt ett korsprytt antependium.